# Ідентифікаційний номер транспортного засобу

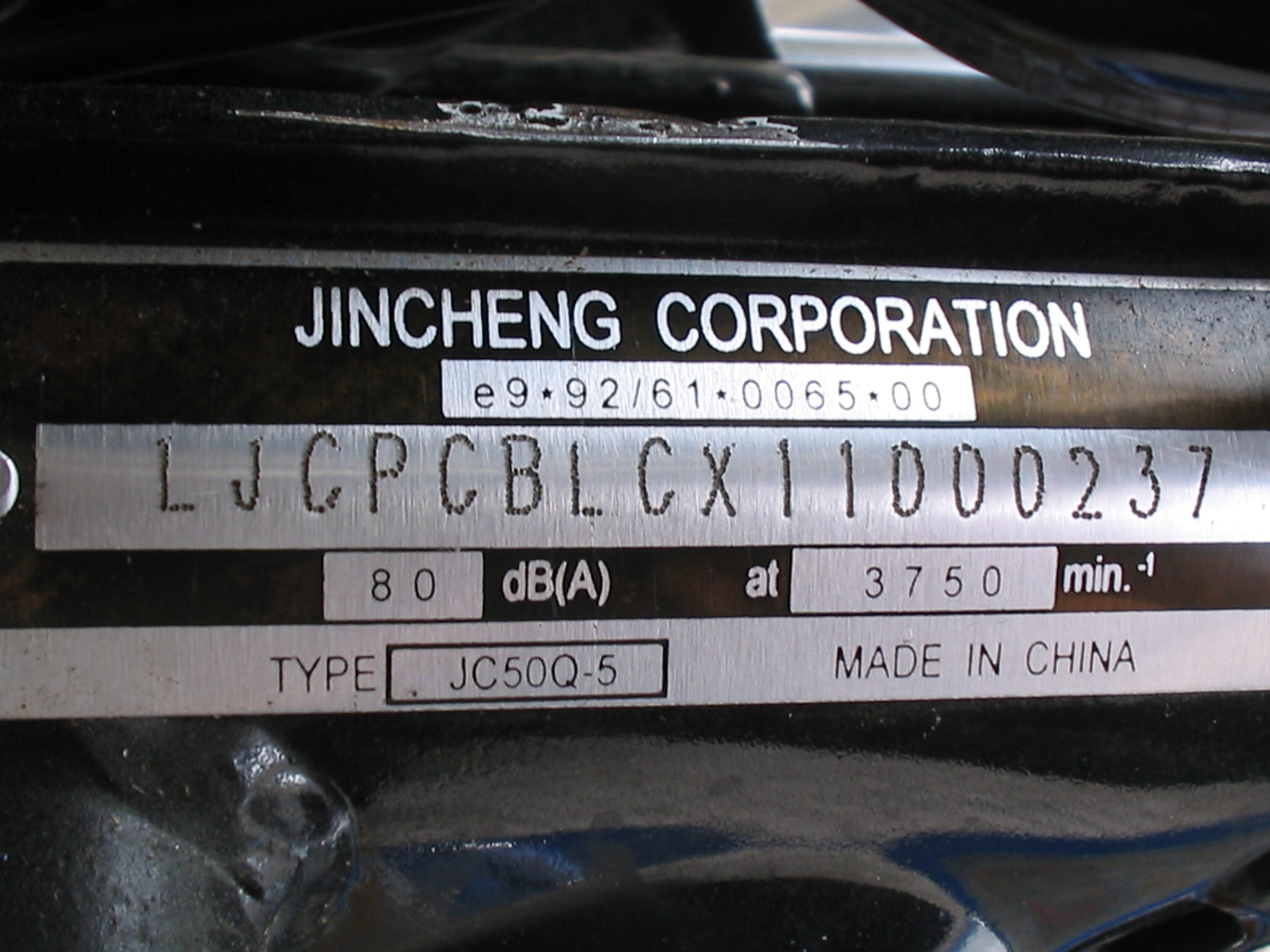
VIN-код мопеда Jincheng, нанесений на табличку заводу-виробника

VIN-код українського автомобіля
ЛуАЗ-969М та його зміст

Ідентифікаційний номер транспортного засобу (англ. Vehicle identification number — VIN), або VIN-код — це унікальний серійний номер, що застосовується в автомобільній промисловості для індивідуального розпізнавання кожного механічного транспортного засобу, причіпного транспортного засобу, мотоцикла та мопеда, визначення яких подані в міжнародному стандарті ISO 3833.
Ідентифікаційний номер транспортного засобу наноситься на транспортному засобі у місцях та у відповідності із вимогами міжнародного стандарту ISO 4030 та заноситься у паспорт транспортного засобу.

## Історія
VIN-коди почали застосовувати в 1954 році. Через відсутність стандартизованих вимог до цих номерів, виробники могли застосовувати різноманітні формати.
У 1981 р. Національна Адміністрація Безпеки Дорожнього Транспорту (англ. National Highway Traffic Safety Administration) Сполучених Штатів Америки стандартизувала вимоги до формату ідентифікаційного номера. Стандарт вимагав, щоб усі призначені для продажу дорожні транспортні засоби мали VIN-код, який складається із 17 символів — арабських цифр та літер латинської абетки, за винятком літер I (i), O (o), або Q (q) (щоб запобігти можливості їх сплутування із цифрами 1 та 0).

## Нормативні документи, що встановлюють вимоги до VIN-коду
У різних регіонах та/або державах є чинними такі стандарти:
- FMVSS [Архівовано 29 травня 2014 у Wayback Machine.] 115, (вимоги якого перенесені до Частини 565): застосовується в Сполучених Штатах Америки та в Канаді;
- Стандарти ISO 3779, ISO 3780 та ISO 4030: застосовуються в Європі та у багатьох інших частинах світу;
- SAE J853: дуже схожий до ISO;
- ADR 61/2: застосовується в Австралії. Цей стандарт вводить в дію в Австралії вимоги міжнародних стандартів ISO 3779, ISO 3780 та ISO 4030 (за виключенням вимог до місця розташування VIN-коду на транспортному засобі);[2]
- ДСТУ ISO 3779:2012, ДСТУ ISO 3780:2012, ДСТУ ISO 4030:2012:[3] застосовуються в Україні. Вимоги стандартів гармонізовано з вимогами вищезазначених міжнародних стандартів ISO.

Сучасні системи ідентифікації транспортних засобів базуються на трьох взаємопов'язаних стандартах, виданих Міжнародною Організацією зі Стандартизації (англ. International Organization for Standardization — ISO): ISO 3779, ISO 3780 та ISO 4030. Системи, що базуються на цих стандартах, і які прийняті в Європейському Союзі, є сумісними із системами, які прийняті в Сполучених Штатах Америки, але вони незначно відрізняються, зокрема, в частині обчислення контрольної цифри (див. далі опис VDS).

## Структура VIN-коду
VIN-код є індивідуальним для кожного конкретного транспортного засобу. Він має 17 символів, які умовно поділені на три частини:
- Перша частина складається з трьох символів, і є міжнародним кодом виробника (англ. World Manufacturer Identifier — WMI).
- Друга частина складається з шести символів, і є описовою частиною ідентифікаційного номера транспортного засобу (англ. Vehicle Description Section — VDS).
- Третя частина складається з восьми символів, і є розпізнавальною частиною ідентифікаційного номера транспортного засобу (англ. Vehicle Indicator Section — VIS).

Розподіл порядкових номерів кожного з символів VIN-коду між цими частинами наведено нижче:
| Стандарт                                                                          | 1                                                             | 2                                                             | 3                               | 4                                | 5                                | 6                                | 7                                | 8                                | 9                    | 10                    | 11                          | 12                              | 13                              | 14                              | 15               | 16               | 17               |                  |                  |
| ISO 3779                                                                          | WMI                                                           | WMI                                                           | WMI                             | VDS                              | VDS                              | VDS                              | VDS                              | VDS                              | VDS                  | VIS                   | VIS                         | VIS                             | VIS                             | VIS                             | VIS              | VIS              | VIS              |                  |                  |
| Європейський Союз та Північна Америка більше, ніж 500 транспортних засобів за рік | Міжнародний код виробника (WMI)                               | Міжнародний код виробника (WMI)                               | Міжнародний код виробника (WMI) | Ознаки, тип транспортного засобу | Ознаки, тип транспортного засобу | Ознаки, тип транспортного засобу | Ознаки, тип транспортного засобу | Ознаки, тип транспортного засобу | Кон- троль- на цифра | Код року вироб-ництва | Код скла- даль- ного заводу | Порядковий номер                | Порядковий номер                | Порядковий номер                | Порядковий номер | Порядковий номер | Порядковий номер | Порядковий номер | Порядковий номер |
| Європейський Союз та Північна Америка менше, ніж 500 транспортних засобів за рік  | [[#Міжнародний код виробника\|Міжнародний код виробника (WMI) | [[#Міжнародний код виробника\|Міжнародний код виробника (WMI) | Циф- ра 9 ]]                    | Ознаки, тип транспортного засобу | Ознаки, тип транспортного засобу | Ознаки, тип транспортного засобу | Ознаки, тип транспортного засобу | Ознаки, тип транспортного засобу | Кон- троль- на цифра | Код року вироб-ництва | Код скла- даль- ного заводу | Міжнародний код виробника (WMI) | Міжнародний код виробника (WMI) | Міжнародний код виробника (WMI) | Порядковий номер | Порядковий номер | Порядковий номер |                  |                  |

Деякі виробники, яким присвоєно не один, а декілька символів на третій позиції VIN-коду (як правило, це виробники-гіганти), можуть застосовувати їх на власний розсуд, позначаючи ними транспортні засоби різного призначення, різних категорій тощо.

Виробники, які виробляють менше, ніж 500 транспортних засобів за рік, застосовують на третій позиції VIN-коду цифру 9, а присвоєні їм міжнародні коди виробника WMI (із трьох символів) проставляються на 12-й, 13-й та 14-й позиціях.

### Міжнародний код виробника
WMI складається із трьох символів і однозначно ідентифікує виробника транспортного засобу:
- Перший символ WMI характеризує один із шести регіонів, у якому безпосередньо розташований виробник транспортного засобу — Африку, Азію, Європу, Північну Америку, Океанію, Південну Америку.
- Другий символ WMI характеризує країну, у якій безпосередньо розташований виробник транспортного засобу (позначення регіонів та країн за першими двома символами WMI наведені у таблиці «Коди країн», поданій нижче).
- Третій символ WMI характеризує безпосередньо виробника транспортного засобу (позначення WMI заводів-виробників транспортних засобів, розташованих на теренах колишнього СРСР, наведені у таблиці «WMI заводів колишнього СРСР», також поданій нижче).

#### Коди країн
| A-H = Африка | J-R = Азія | S-Z = Європа | 1-5 = Північна Америка | 6-7 = Океанія                                                               | 8-9 = Південна Америка |
| --- | --- | --- | --- | --------------------------------------------------------------------------- | --- |
| AA-AH Південно-Африканська Республіка (ПАР) AJ-AN Кот-д'Івуар (Берег Слонової Кістки) AP-A0 не призначено BA-BE Ангола BF-BK Кенія BL-BR Танзанія BS-B0 не призначено CA-CE Бенін CF-CK Мадагаскар CL-CR Туніс CS-C0 не призначено DA-DE Єгипет DF-DK Марокко DL-DR Замбія DS-D0 не призначено EA-EE Ефіопія EF-EK Мозамбік EL-E0 не призначено FA-FE Гана FF-FK Нігерія FL-F0 не призначено GA-G0 не призначено HA-H0 не призначено | JA-JT Японія KA-KE Шрі-Ланка KF-KK Ізраїль KL-KR Південна Корея KS-K0 не призначено LA-L0 Китай MA-ME Індія MF-MK Індонезія ML-MR Таїланд MS-M0 не призначено NF-NK Пакистан NL-NR Туреччина NS-N0 не призначено PA-PE Філіппіни PF-PK Сінгапур PL-PR Малайзія PS-P0 не призначено RA-RE Об'єднані Арабські Емірати RF-RK Тайвань RL-RR В'єтнам RS-R0 Саудівська Аравія | SA-SM Сполучене Королівство Великої Британії та Північної Ірландії SN-ST Німеччина SU-SZ Польща S1-S4 Латвія TA-TH Швейцарія TJ-TP Чехія TR-TV Угорщина TW-T1 Португалія T2-T0 не призначено UA-UG не призначено UH-UM Данія UN-UT Ірландія UU-UZ Румунія U1-U4 не призначено U5-U7 Словаччина U8-U0 не призначено VA-VE Австрія VF-VR Франція VS-VW Іспанія VX-V2 Сербія V3-V5 Хорватія V6-V0 Естонія WA-W0 Німеччина XA-XE Болгарія XF-XK Греція XL-XR Нідерланди XS-XW СРСР XX-X2 Люксембург X3-X0 Росія YA-YE Бельгія YF-YK Фінляндія YL-YR Мальта YS-YW Швеція YX-Y2 Норвегія Y3-Y5 Білорусь Y6-Y0 Україна ZA-ZR Італія ZS-ZW не призначено ZX-Z2 Словенія Z3-Z5 Литва Z6-Z0 не призначено | 1A-10 Сполучені Штати Америки 2A-20 Канада 3A-3W Мексика 3X-37 Коста-Рика 38-30 Кайманові Острови 4A-40 Сполучені Штати Америки 5A-50 Сполучені Штати Америки | 6A-6W Австралія 6X-60 не призначено 7A-7E Нова Зеландія 7F-70 не призначено | 8A-8E Аргентина 8F-8K Чилі 8L-8R Еквадор 8S-8W Перу 8X-82 Венесуела 83-80 не призначено 9A-9E Бразилія 9F-9K Колумбія 9L-9R Парагвай 9S-9W Уругвай 9X-92 Тринідад і Тобаго 93-99 Бразилія 90 не призначено |

Для Європи кодом географіної зони можуть бути символи від S до Z. Для України та декількох інших європейських країн як код географічної зони призначено символ Y. Однак, зважаючи на те, що Україна у свій час входила до складу колишніх СРСР та СНД, українські заводи також застосовували як код географіної зони символ X.
На другому місці для України призначені цифри від 6 до 0. В системі, що діяла за часів СРСР та СНД, на другому місці після символу X найчастіше проставляли символ T.
На третьому місці проставляється символ, призначений кожному конкретному заводу-виробнику. Коди WMI основних заводів-виробників, розташованих на теренах колишнього СРСР, наведені у таблиці нижче.

#### WMI заводів колишнього СРСР
| WMI           | Підприємство                                       | Місто                                  | Країна     |
| ------------- | -------------------------------------------------- | -------------------------------------- | ---------- |
| XSE           | ВАТ «Ірбітський Мотоциклетний Завод»               | Ірбіт                                  | Росія      |
| XSG           | ОдАЗ                                               | Одеса                                  | Україна    |
| XSL           | ЛМЗ                                                | Львів                                  | Україна    |
| XSP           | КМЗ                                                | Київ                                   | Україна    |
| XSW           | АТ «5-й КАрЗ»                                      | Київ                                   | Україна    |
| XTA           | Відкрите акціонерне товариство «АвтоВАЗ»           | Тольятті                               | Росія      |
| XTB           | Москвич                                            | Москва                                 | Росія      |
| XTC           | Відкрите акціонерне товариство «КамАЗ»             | Набережні Човни                        | Росія      |
| XTD           | ЛуАЗ                                               | Луцьк                                  | Україна    |
| XTE           | ЗАЗ                                                | Запоріжжя                              | Україна    |
| XTF           | ГолАЗ                                              | Голіцино                               | Росія      |
| XTG           | Анто-Рус                                           | Херсон                                 | Україна    |
| XTH, X96      | ГАЗ                                                | Нижній Новгород                        | Росія      |
| XTJ           | СеАЗ                                               | Серпухов                               | Росія      |
| XTK           | ИжАвто                                             | Іжевськ                                | Росія      |
| XTM           | МАЗ                                                | Мінськ                                 | Білорусь   |
| XTP           | ММЗ                                                | Митищі                                 | Росія      |
| XTT           | УАЗ                                                | Ульяновськ                             | Росія      |
| XTU           | ТролЗа (ЗиУ)                                       | Енгельс                                | Росія      |
| XTV           | Луганський автоскладальний завод                   | Луганськ                               | Україна    |
| XTW           | ЛАЗ                                                | Львів                                  | Україна    |
| XTX           | ОдАЗ                                               | Одеса                                  | Україна    |
| XTY           | ЛиАЗ                                               | Лікіно-Дульово                         | Росія      |
| XTZ           | ЗиЛ                                                | Москва                                 | Росія      |
| XUS           | «Нижегородец»                                      | Нижній Новгород                        | Росія      |
| XVD           | СемАР                                              | Семенов                                | Росія      |
| XVG           | МАрЗ                                               | Мічурінськ                             | Росія      |
| XWB           | UZ-Daewoo Auto                                     | Асака                                  | Узбекистан |
| XWF           | Автотор                                            | Калінінград                            | Росія      |
| XWK           | ИжАвто                                             | Іжевськ (Удмуртська республіка)        | Росія      |
| XWN           | Армор Груп                                         | Нижній Новгород                        | Росія      |
| XWW           | АЗІЯ АВТО                                          | Усть-Каменогорськ                      | Казахстан  |
| X06           | «ДИСА»                                             | Москва                                 | Росія      |
| X08           | Михневский РМЗ                                     | Михнево                                | Росія      |
| X0C           | ТагАЗ                                              | Таганрог                               | Росія      |
| X0J           | ООО «Меркатор Сервис СТ»                           | Смоленськ                              | Росія      |
| X0P           | ООО «Перспектива-К»                                | Казань                                 | Росія      |
| X0T           | МЗ «Тонар»                                         | Орєхово-Зуєво                          | Росія      |
| X0Y           | Родніковський машинобудівний завод                 | Родніки                                | Росія      |
| X1A           | ГЗСА                                               | Нижній Новгород                        | Росія      |
| X1C           | АвтоКрАЗ                                           | Кременчук                              | Україна    |
| X1D           | РАФ                                                | Рига                                   | Латвія     |
| X1E           | КАвЗ                                               | Курган                                 | Росія      |
| X1F           | НефАЗ                                              | Нефтекамськ                            | Росія      |
| X1J           | КЗАП                                               | Красноярськ                            | Росія      |
| X1L           | ТМЗ                                                | Тавда                                  | Росія      |
| X1M           | ПАЗ                                                | Павлово                                | Росія      |
| X1P           | УралАЗ                                             | Міас                                   | Росія      |
| X1R           | БелАЗ                                              | Жодино                                 | Білорусь   |
| X1S           | ЗИД                                                | Ковров                                 | Росія      |
| X1V           | Кубань                                             | Краснодар                              | Росія      |
| X1W           | СЗАП                                               | Ставрополь                             | Росія      |
| X1X           | Купава                                             | Мінськ                                 | Білорусь   |
| X3W           | «Бецема»[недоступне посилання з червня 2019]       | Красногорськ                           | Росія      |
| X3Z           | Воскресенський завод «Машиностроитель»             | Воскресенськ                           | Росія      |
| X4K           | ВАП «Волжанин»                                     | Волзький                               | Росія      |
| X52           | ЗАО «Транслес»                                     | Хімки                                  | Росія      |
| X5C           | ООО «Трейлер»                                      | Ступіно                                | Росія      |
| X5F           | ОАО «Автогидроподъемник»                           | Санкт-Петербург                        | Росія      |
| X5T           | ОАО «41 центральный завод железнодорожной техники» | Томіліно                               | Росія      |
| X6F           | ООО "Спектор Моторс                                | с. Братовщина (Московська область)     | Росія      |
| X7D           | РосЛада                                            | Сизрань                                | Росія      |
| X7M           | ТагАЗ                                              | Таганрог (Ростовська область)          | Росія      |
| X7T           | ЧАЗ                                                | Чернігів                               | Україна    |
| X8U           | Сканія-Пітер                                       | Санкт-Петербург                        | Росія      |
| X9L           | GM-АВТОВАЗ                                         | Тольятті (Самарська область)           | Росія      |
| X9N           | ООО «Самотлор-НН»                                  | Нижній Новгород                        | Росія      |
| X9U           | ООО «Альманах»                                     | Нижній Новгород                        | Росія      |
| X9X           | ООО «Автотрейд-12»                                 | с. Новохаритоново (Московська область) | Росія      |
| Y3B           | БелАЗ                                              | Жодино                                 | Білорусь   |
| Y3C           | МоАЗ                                               | Могильов                               | Білорусь   |
| Y3J           | БКМ                                                | Мінськ                                 | Білорусь   |
| Y3M           | МАЗ                                                | Мінськ                                 | Білорусь   |
| Y4F           | Ford Union                                         | Мінськ, Абчак (Мінська область)        | Білорусь   |
| Y6A           | АвтоКрАЗ                                           | Кременчук                              | Україна    |
| Y6D           | ЗАЗ                                                | Запоріжжя                              | Україна    |
| Y6J           | Черкаський авторемонтний завод                     | Черкаси                                | Україна    |
| Y6L           | ЛуАЗ                                               | Луцьк                                  | Україна    |
| Y6R           | Херсонський автоскладальний завод «Анто-Рус»       | Херсон                                 | Україна    |
| Y6V           | ПІІ Кітпред                                        | Київ                                   | Україна    |
| Y69           | Богдан-Спецавтотехніка                             | Черкаси                                | Україна    |
| Y69           | Будмаш Київ                                        | Київ                                   | Україна    |
| Y69           | Тітал                                              | Київ                                   | Україна    |
| Y7A           | АвтоКрАЗ                                           | Кременчук                              | Україна    |
| Y7B           | Черкаський автобус                                 | Черкаси                                | Україна    |
| Y7C           | Кременчуцький автоскладальний завод                | Кременчук                              | Україна    |
| Y7F, Y7K      | БАЗ                                                | Бориспіль                              | Україна    |
| Y7K           | КМЗ                                                | Київ                                   | Україна    |
| Y79           | ГалАЗ                                              | Львів                                  | Україна    |
| Y79           | Богдан-Спецавтотехніка                             | Черкаси                                | Україна    |
| Y8A           | ЛАЗ                                                | Львів                                  | Україна    |
| Y8A           | ОдАЗ                                               | Одеса                                  | Україна    |
| Y89           | ЮЖМАШ                                              | Дніпропетровськ                        | Україна    |
| Z7C           | «Луїдор»                                           | Нижній Новгород                        | Росія      |
| Z7G           | ТОВ «Соллерс-Єлабуга»                              | Єлабуга                                | Росія      |
| Z7T           | РоАЗ                                               | Ростов-на-Дону                         | Росія      |
| Z7Y           | «Артан»                                            | Нижній Новгород                        | Росія      |
| Z9Z           | ТОВ «Об'єднана Автомобільна Група»                 | Іжевськ (Удмуртська республіка)        | Росія      |
| X89, Y39, Y89 | Дрібні заводи                                      |                                        |            |

#### WMI зарубіжних виробників транспортних засобів
| WMI       | Підприємство                                | Місце розташування                                      | Країна          |
| --------- | ------------------------------------------- | ------------------------------------------------------- | --------------- |
| JA        | Isuzu                                       | Фудзісава, преф. Канаґава; Токіо (район Мінато)         | Японія          |
| JA3 — JA7 | Mitsubishi                                  | Токіо (район Мінато)                                    | Японія          |
| JB3 — JB4 | Mitsubishi                                  | Токіо (район Мінато)                                    | Японія          |
| JC        | Mazda                                       | Футю, повіт Акі, префектура Хіросіма                    | Японія          |
| JD        | Daihatsu                                    | Ікеда, Префектура Осака                                 | Японія          |
| JE1 — JE4 | Mitsubishi                                  | Токіо (район Мінато)                                    | Японія          |
| JE5 — JE7 | Mitsubishi                                  | Кавасакі (Район Накахара), Префектура Канаґава          | Японія          |
| JF        | Fuji Heavy Industries (Subaru)              | Ота, префектура Ґумма; Токіо (район Сіндзюку)           | Японія          |
| JH        | Hino (входить до Toyota Motor Corporation)  | Хіно, префектура Токіо                                  | Японія          |
| JH        | Honda                                       | Токіо (район Мінато); Сайтама, префектура Сайтама       | Японія          |
| JK        | KATO (автокрани)                            | Токіо (район Сінаґава)                                  | Японія          |
| JK        | Kawasaki (мотоцикли)                        | Акаші, преф. Хьоґо; Кобе; Токіо (район Мінато)          | Японія          |
| JMZ — JM9 | Mazda                                       | Футю, повіт Акі, префектура Хіросіма                    | Японія          |
| JMA — JMY | Mitsubishi                                  | Токіо (район Мінато)                                    | Японія          |
| JN        | Nissan                                      | Йокогама (район Нісі); Токіо (район Тюо)                | Японія          |
| JS        | Suzuki (корпорація)                         | Хамамацу, префектура Сідзуока                           | Японія          |
| JT        | Toyota Motor Corporation                    | Тойота, префектура Айті                                 | Японія          |
| KL        | Daewoo                                      | Сеул                                                    | Південна Корея  |
| KL        | GM Korea                                    | Інчхон                                                  | Південна Корея  |
| KM        | Hyundai                                     | Сеул                                                    | Південна Корея  |
| KN        | Kia                                         | Сеул                                                    | Південна Корея  |
| KP        | Ssangyong                                   | Сеул                                                    | Південна Корея  |
| LCN, LLV  | Lifan Group                                 | Чунцін                                                  | КНР             |
| LC4, LF3  | Lifan Group мотоцикли                       | Чунцін                                                  | КНР             |
| LFB, LFW  | FAW Group                                   | Чанчунь, провінція Цзілінь                              | КНР             |
| LG        | Dongfeng Motor                              | Ухань, провінція Хубей; Сян'ян, провінція Хубей         | КНР             |
| LGW       | Great Wall Motors                           | Баодін, провінція Хебей                                 | КНР             |
| LGX       | BYD Auto                                    | Сіань, провінція Шеньсі                                 | КНР             |
| LJ1, LK2  | JAC                                         | Хефей, провінція Аньхой                                 | КНР             |
| LJC       | Jincheng Corporation (мото)                 | Нанкін, пров. Цзянсу                                    | КНР             |
| LTV       | FAW Group                                   | Чанчунь, провінція Цзілінь                              | КНР             |
| LTV       | Toyota Tianjin                              | Тяньцзінь                                               | КНР             |
| LVS       | Ford Motor Company Chang'an                 | Чан'ань, провінція Шеньсі                               | КНР             |
| LZM       | MAN China                                   | Цзіньхуа, провінція Чжецзян                             | КНР             |
| LZU       | Isuzu Guangzhou                             | Гуанчжоу провінція Гуандун                              | КНР             |
| L6T       | Geely                                       | Ханчжоу провінція Чжецзян                               | КНР             |
| MR0       | Toyota Motor Thailand Co Ltd                | Чачоенґсао                                              | Таїланд         |
| NMT       | Toyota Motor Europe (Turkey)                | Адапазари, р-н Аріфіє, іл Сакар'я                       | Туреччина       |
| SAL       | Land Rover                                  | Гейдон, Лайтхорн Ворікшир                               | Велика Британія |
| SAJ       | Jaguar                                      | Вайтлі, Ковентрі                                        | Велика Британія |
| SCC       | Lotus                                       | Хетел, Норфолк                                          | Велика Британія |
| SUA       | Autosan SA                                  | Сянік                                                   | Польща          |
| SUF       | Fiat Auto Poland                            | Бельсько-Бяла, Тихи                                     | Польща          |
| SUP       | FSO (FSO Warszawa)                          | Варшава                                                 | Польща          |
| SUR       | FSR (Tarpan)                                | Познань                                                 | Польща          |
| TMB       | Škoda                                       | Млада-Болеслав                                          | Чехія           |
| TMT       | Tatra                                       | Копрживніце                                             | Чехія           |
| TRA       | Ikarus                                      | Будапешт, Секешфегервар                                 | Угорщина        |
| TRU       | Audi Угорщина                               | Дьйор                                                   | Угорщина        |
| TSM       | Suzuki Угорщина                             | Естерґом                                                | Угорщина        |
| UU1       | Dacia                                       | Пітешть                                                 | Румунія         |
| VA0       | ÖAF (Gräf & Stift)                          | Флорідсдорф                                             | Австрія         |
| VF1       | Renault                                     | Булонь-Біянкур                                          | Франція         |
| VF3       | Peugeot                                     | Париж                                                   | Франція         |
| VF7       | Citroën                                     | Париж                                                   | Франція         |
| VSS       | SEAT                                        | Барселона, Мартурель                                    | Іспанія         |
| VSY. VS5  | Renault España                              | Вальядолід; Мадрид                                      | Іспанія         |
| WAU, WA1  | Audi                                        | Неккарзульм; Інґольштадт                                | Німеччина       |
| WBA, WBW  | BMW AG                                      | Мюнхен                                                  | Німеччина       |
| WBX — WB1 | BMW AG                                      | Мюнхен                                                  | Німеччина       |
| WBS       | BMW M                                       | Мюнхен                                                  | Німеччина       |
| WD        | Mercedes-Benz                               | Штутгарт                                                | Німеччина       |
| WDC, WDD  | Daimler AG/Daimler Chrysler                 | Штутгарт                                                | Німеччина       |
| WMX       | Daimler AG/Daimler Chrysler                 | Штутгарт                                                | Німеччина       |
| WF0 — WF8 | Ford Deutschland                            | Кельн                                                   | Німеччина       |
| WMA, WAG  | MAN Truck & Bus                             | Мюнхен                                                  | Німеччина       |
| WME       | Daimler AG/Daimler Chrysler                 | Штутгарт                                                | Німеччина       |
| WMW       | Mini (BMW)                                  | Мюнхен                                                  | Німеччина       |
| WMX       | Mercedes-Benz                               | Штутгарт                                                | Німеччина       |
| WP0       | Porsche                                     | Штутгарт                                                | Німеччина       |
| WP1       | Porsche                                     | Вайссах (Штутгарт)                                      | Німеччина       |
| WVA — WVL | Volkswagen                                  | Вольфсбург                                              | Німеччина       |
| WVM       | Volkswagen — MAN                            | Вольфсбург                                              | Німеччина       |
| WVW       | Volkswagen LT                               | Ганновер                                                | Німеччина       |
| WVV, WV0  | Volkswagen                                  | Вольфсбург                                              | Німеччина       |
| WV1 — WV3 | Volkswagen LT                               | Ганновер                                                | Німеччина       |
| WV4 — WV8 | Volkswagen                                  | Вольфсбург                                              | Німеччина       |
| W0L       | Opel                                        | Рюссельсхайм                                            | Німеччина       |
| YK1 YK9   | Saab                                        | Уусікаупункі                                            | Фінляндія       |
| YS3       | Saab                                        | Тролльгеттан                                            | Швеція          |
| YV1, YV4  | Volvo Cars                                  | Ґетеборг                                                | Швеція          |
| YV2, YV5  | Volvo                                       | Ґетеборг                                                | Швеція          |
| ZAA — ZAD | Alfa Romeo                                  | Турин                                                   | Італія          |
| ZAR, ZAW  | Alfa Romeo                                  | Турин                                                   | Італія          |
| ZAM, ZC2  | Maserati, Chrysler                          | Модена                                                  | Італія          |
| ZDF       | Ferrari (Ferrari Dino)                      | Модена                                                  | Італія          |
| ZFA — ZFD | Fiat                                        | Турин                                                   | Італія          |
| ZFF       | Ferrari                                     | Маранелло                                               | Італія          |
| ZHW       | Lamborghini                                 | Сант'Агата-Болоньєзе                                    | Італія          |
| ZLA — ZLD | Lancia                                      | Турин                                                   | Італія          |
| 1B3 — 1B7 | Chrysler                                    | Оберн-Гіллс, штат Мічиган                               | США             |
| 1С3 — 1C8 | Chrysler                                    | Оберн-Гіллс, штат Мічиган                               | США             |
| 1D3 — 1D8 | Chrysler                                    | Оберн-Гіллс, штат Мічиган                               | США             |
| 1F        | Ford Motor Company                          | Дірборн, штат Мічиган                                   | США             |
| 1FU, 1FV  | Daimler Trucks North America (Freightliner) | Портланд, штат Орегон                                   | США             |
| 1G        | General Motors                              | Детройт, штат Мічиган                                   | США             |
| 1GC       | Chevrolet                                   | Детройт, штат Мічиган                                   | США             |
| 1GM       | Pontiac                                     | Детройт, штат Мічиган                                   | США             |
| 1HF       | American Honda Motor Company мотоцикли      | Торранс; Ґардена, штат Каліфорнія                       | США;            |
| 1HG       | American Honda Motor Company (Acura)        | Торранс, шт. Каліфорнія; Ерланґер, шт. Кентуккі         | США;            |
| 1JC — 1JM | Jeep                                        | Толедо, штат Огайо; Саутфілд, штат Мічиган              | США             |
| 1L        | Lincoln                                     | Дірборн, штат Мічиган                                   | США             |
| 1ME       | Mercury                                     | Дірборн, штат Мічиган                                   | США             |
| 1M1 — 1M4 | Mack Trucks, Inc. (Volvo Powertrain)        | Ґрінсборо, штат Північна Кароліна                       | США             |
| 1N4, 1N6  | Nissan USA                                  | Смирна, Дечерд, шт.Теннессі; Кантон, шт. Міссісіпі      | США             |
| 1VW — 1V3 | Volkswagen Group of America                 | Оберн-Гіллс, шт. Мічиган; Херндон, шт. Вірджинія        | США             |
| 1YV       | Mazda North America                         | Ервайн, штат Каліфорнія                                 | США             |
| 2D2 — 2D8 | Chrysler Canada                             | Віндзор (Онтаріо)                                       | Канада          |
| 2F        | Ford Motor Company (Canada)                 | Оквілл (Онтаріо)                                        | Канада          |
| 2FJ — 2FV | Freightliner of Canada Ltd.                 | Бернабі (Британська Колумбія)                           | Канада          |
| 2FW — 2FZ | Freightliner of Canada Ltd.                 | Сент-Томас (Онтаріо)                                    | Канада          |
| 2G        | General Motors (Canada)                     | Ошава (Онтаріо)                                         | Канада          |
| 2G1       | Chevrolet (Canada)                          | Ошава (Онтаріо)                                         | Канада          |
| 2G2       | Pontiac (Canada)                            | Ошава (Онтаріо)                                         | Канада          |
| 2HM       | Hyundai (Canada)                            | Бромон (Квебек)                                         | Канада          |
| 2ME, 2MH  | Mercury                                     | Оквілл (Онтаріо)                                        | Канада          |
| 2T1 — 2T3 | Toyota Motor Manufacturing Canada           | Кембридж (Онтаріо)                                      | Канада          |
| 2WA — 2WY | Western Star                                | Келоуна (Брит. Колумбія); Міссісога (Онтаріо)           | Канада          |
| 3FE       | Hermosillo Stamping & Assembly (Ford)       | Ермосільйо, штат Сонора                                 | Мексика         |
| 3GN, 3GY  | General Motors (Mexico)                     | Сан-Луїс-Потосі (штат)                                  | Мексика         |
| 3G1 — 3G7 | General Motors (Mexico)                     | Сан-Луїс-Потосі (штат)                                  | Мексика         |
| 3RZ       | Toeta Mexico                                | Баха-Каліфорнія                                         | Мексика         |
| 3VW       | Volkswagen de Mexico SA de CV               | Куатланцінго, штат Пуебла                               | Мексика         |
| 4F2, 4F4  | Mazda (США)                                 | Дірборн, штат Мічиган                                   | США             |
| 4M2       | Mercury                                     | Дірборн, штат Мічиган                                   | США             |
| 4S1-4S6   | Isuzu Motors America-                       | Лафаєтт, штат Індіана; Уітіа, штат Каліфорнія           | США             |
| 4US       | BMW USA                                     | Спартанберг, штат Південна Кароліна                     | США             |
| 4UZ       | Thomas Built Buses                          | Хай-Пойнт, штат Північна Кароліна                       | США             |
| 4V1       | Volvo Halifax Assembly Plant                | Галіфакс, провінція Нова Шотландія                      | Канада          |
| 4V2       | Volvo Cars of Canada Corporation            | Торонто, провінція Онтаріо                              | Канада          |
| 4V3 — 4V6 | Volvo Trucks North America                  | Ґрінсборо, шт. Північна Кароліна, Дублін, шт. Вірджинія | США             |
| 5J0 — 5J8 | American Honda Motor Company (Acura)        | Торренс, шт. Каліфорнія, Морисвіль шт. Огайо            | США             |
| 5L1       | Lincoln                                     | Дірборн, штат Мічиган                                   | США             |
| 5N1       | Nissan USA                                  | Смирна, Дечерд, шт.Теннессі; Кантон, шт. Міссісіпі      | США             |
| 5NP       | Hyundai Motor Manufacturing Alabama         | Монтґомері, штат Алабама                                | США             |
| 6FP — 6FT | Ford Motor Company (Australia)              | Кемпбелфілд (передмістя Мельбурна), шт. Вікторія        | Австралія       |
| 6HH, 6H8  | General Motors-Holden                       | Мельбурн (район Порт Мельбурн), Аделаїда                | Австралія       |
| 6MM       | Mitsubishi Motors Australia                 | Аделаїда (район Клоувеллі парк)                         | Австралія       |
| 6T1 — 6T3 | AMI Toyota Ltd                              | Мельбурн (райони Порт Мельбурн та Алтона)               | Австралія       |
| 935       | Citroën Brasil                              | Порту Реал, район Ріо-де-Жанейро                        | Бразилія        |
| 936       | Peugeot Brasil                              | Порту Реал, район Ріо-де-Жанейро                        | Бразилія        |
| 9BW       | Volkswagen do Brasil Ltda                   | Сан-Паулу, Сан-Бернарду-ду-Кампу                        | Бразилія        |

### Описова частина ідентифікаційного номера транспортного засобу
VDS включає шість символів — з 4-го по 9-й і описує тип транспортного засобу та деякі інші технічні дані. Позначення, що входять до VDS, застосовуються заводом-виробником відповідно до нормативних документів держави чи регіону за місцем його розташування.
- Перші п'ять символів VDS з 4-ї по 8-му позиції VIN-коду найчастіше застосовують для позначення типу транспортного засобу та можуть включати позначення базової моделі (платформи), версії, модифікації, типу двигуна, трансмісії, засобів безпеки, типу кузова тощо.
- Останній шостий символ VDS на 9-й позиції VIN-коду — контрольний знак (контрольна цифра) заводу-виробника, який призначений для захисту від «перебивання» VIN-коду, наприклад, у разі викрадення транспортного засобу чи для інших цілей виробника. Застосування контрольної цифри є обов'язковим для заводів-виробників Сполучених Штатів та ряду інших країн, яку обчислюють за спеціальною стандартизованою методикою (англ. VIN number check digit calculation).

Розшифрування кожного з описаних позначень, що входять до VDS, є унікальним для кожного заводу-виробника. Інформацію про це можна отримати тільки у заводу-виробника чи, з його дозволу, в адміністративного органу з офіційного затвердження типу транспортних засобів, якщо тільки завод-виробник або його уповноважений представник не оприлюднив її. Для широкого загалу із розшифруванням інформації, наведеної у VIN-коді, можна ознайомитися в серії останніх видань «Кратких автомобильных справочников НИИАТ». Так, наприклад, ознайомитися із зашифрованою у VIN-коді інформацією про найбільш поширені моделі автобусів, можна у першому томі цього довідника.

### Розпізнавальна частина ідентифікаційного номера транспортного засобу
VIS включає вісім символів — з 10-го по 17-й і застосовується для однозначної ідентифікації конкретного транспортного засобу. У цій частині VIN-коду проставляють рік випуску транспортного засобу та його порядковий номер, а також можуть позначати додаткову інформацію про складальний завод та/або про встановлені опції обладнання, двигуна, трансмісії тощо.
- Перший символ VIS на 10-й позиції VIN-коду у більшості випадків застосовують для позначення року випуску транспортного засобу.
- Другий символ VIS на 11-й позиції VIN-коду у більшості випадків застосовують для позначення заводу-виробника чи складального заводу, на якому було вироблено конкретний транспортний засіб.
- Останні символи VIS з 12-ї по 17-ту позиції VIN-коду можуть застосовуватися для позначення опцій обладнання, двигуна, трансмісії тощо та для порядкового номера транспортного засобу. Порядковий номер повинен позначатися цифрами. У різних регіонах встановлені різні вимоги щодо мінімальної кількості цифр для порядкового номера. Наприклад, у Сполучених Штатах останні п'ять символів VIN-коду повинні бути цифрами, а у багатьох інших регіонах — тільки останні чотири символи VIN-коду повинні бути цифрами.

#### Кодування року виробництва
Окрім трьох літер, які не дозволяється застосовувати у VIN-коді (I, O та Q), для кодування року виробництва також не застосовують літери U та Z, а також, цифру 0. Для кодування року виробництва практично всіма виробниками у всьому світі застосовують такі літери та цифри:
| Код | Рік  |  | Код | Рік  |  | Код | Рік  |  | Код | Рік  |  | Код | Рік  |  | Код | Рік  |
| --- | ---- |  | --- | ---- |  | --- | ---- |  | --- | ---- |  | --- | ---- |  | --- | ---- |
| A = | 1980 |  | L = | 1990 |  | Y = | 2000 |  | A = | 2010 |  | L = | 2020 |  | Y = | 2030 |
| B = | 1981 |  | M = | 1991 |  | 1 = | 2001 |  | B = | 2011 |  | M = | 2021 |  | 1 = | 2031 |
| C = | 1982 |  | N = | 1992 |  | 2 = | 2002 |  | C = | 2012 |  | N = | 2022 |  | 2 = | 2032 |
| D = | 1983 |  | P = | 1993 |  | 3 = | 2003 |  | D = | 2013 |  | P = | 2023 |  | 3 = | 2033 |
| E = | 1984 |  | R = | 1994 |  | 4 = | 2004 |  | E = | 2014 |  | R = | 2024 |  | 4 = | 2034 |
| F = | 1985 |  | S = | 1995 |  | 5 = | 2005 |  | F = | 2015 |  | S = | 2025 |  | 5 = | 2035 |
| G = | 1986 |  | T = | 1996 |  | 6 = | 2006 |  | G = | 2016 |  | T = | 2026 |  | 6 = | 2036 |
| H = | 1987 |  | V = | 1997 |  | 7 = | 2007 |  | H = | 2017 |  | V = | 2027 |  | 7 = | 2037 |
| J = | 1988 |  | W = | 1998 |  | 8 = | 2008 |  | J = | 2018 |  | W = | 2028 |  | 8 = | 2038 |
| K = | 1989 |  | X = | 1999 |  | 9 = | 2009 |  | K = | 2019 |  | X = | 2029 |  | 9 = | 2039 |

#### Кодування складального заводу
Практично всі виробники транспортних засобів застосовують 11-ту позицію VIN-коду (у Північній Америці це є обов'язковим) для кодування заводу-виробника або складального заводу, який виробив конкретний транспортний засіб. Система кодування є індивідуальною для різних виробників.
Перевірка VIN-коду
Можна зробити попередню програмну перевірку будь-якого VIN-коду за допомогою регулярного виразу на більшості мов програмування:
```
/^([0-9A-HJ-NPR-Z]{9})([A-HJ-NPR-TV-Y1-9])([0-9A-HJ-NPR-Z])([0-9A-HJ-NPR-Z]{2}\d{4})$/i

```

Приклад на мові програмування JavaScript:
```
var
 
preValidation
 
=
 
/^([0-9A-HJ-NPR-Z]{9})([A-HJ-NPR-TV-Y1-9])([0-9A-HJ-NPR-Z])([0-9A-HJ-NPR-Z]{2}\d{4})$/i
;

preValidation
.
test
(
'wVWZZZ3CZEE140287'
);
 
//true

```

Ця перевірка лише дає змогу встановити чи VIN-код вказано згідно правил, які описані в цьому документі, за коректність коду в цілому відповідає контрольний знак (контрольна цифра) 9-та літера VIN-коду. Ця цифра, зазвичай, встановлюється для автомобілів, які виробляються для американського ринку, для інших ринків ця позиція встановлюється по-різному. Volkswagen, наприклад, вписує «Z», Volvo — інформацію про коробку передач.

## Приклади «розшифрування» інформації, що міститься у VIN-коді
Виробники, залежно від місця їх розташування, місцевого законодавства і стандартів, які діють на їх території, можуть «кодувати», разом із обов'язковою, іншу інформацію на власний розсуд. Європейські VIN-коди не дотримуються багатьох додаткових правил, крім VDS і навіть розділів WMI. Це призводить до кількох відмінностей, які не впливають на розшифрування європейських VIN-кодів:
- VIN-коди багатьох європейських автомобілів відрізняються від американських у межах дев'ятого та одинадцятого символів:

Автомобілі, виготовлені у Європі до стандартизації VIN. Ці автомобілі мають коротший VIN.
Виробники можуть на свій розсуд вирішувати, чи включати до розділу VDS інформацію про атрибути автомобіля. Десятий символ не обов'язково означає модельний рік, а 11 цифра може представляти інші дані, які виробник вважав за необхідне додати.
- Іноді перший символ у європейському VIN-номері може визначати країну, де знаходиться штаб-квартира виробника.[6]

Для прикладу нижче наводиться інформація, що міститься у VIN-кодах автомобілів європейського виробника Škoda Octavia 1 та автомобіля північноамериканського виробника Ford Expedition.

### Інформація VIN-коду автомобілівŠkoda Octavia 1

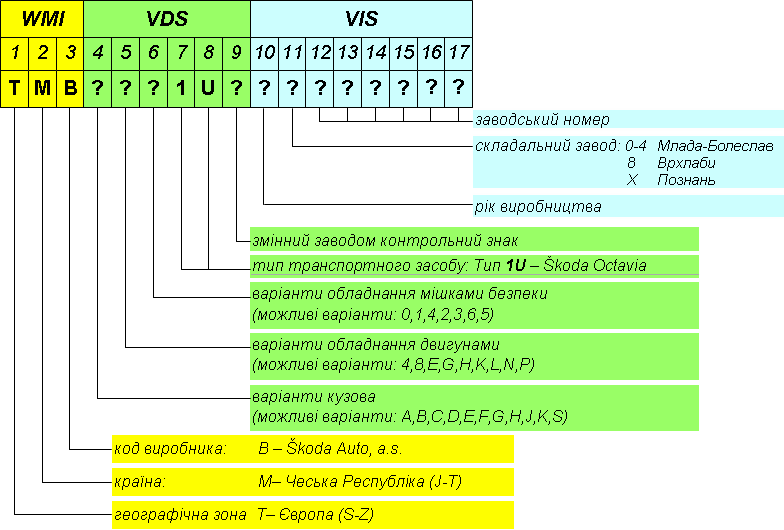
Інформація VIN-коду чеського автомобіля Škoda Octavia (тип 1U)

У VIN-коді автомобіля Škoda Octavia (тип 1U; номер офіційного затвердження типу транспортного засобу e11*76/114*78/507*0201*02) міститься така інформація:

#### Міжнародний код виробника(WMI)
- 1-й символ: географічна зона T — Європа (S-Z)
- 2-й символ: країна M — Чехія (J-P)
- 3-й символ: код виробника B — Škoda Auto, a.s.

#### Описова частина ідентифікаційного номера(VDS)
- 4-й символ: тип кузова. Можливі такі варіанти:

A — хетчбек L&K (топ-версія) (Laurin&Klement Highline top version);
B — хетчбек Elegance (люкс) (SLX Elegance luxury);
C — хетчбек Ambiente (комфорт) (GLX Ambiente comfortable);
D — хетчбек Classic (стандарт) (LX Classic standard);
E — спортивний (GTL sport);
F — універсал L&K (топ-версія) (Laurin&Klement Highline top version);
G — універсал Elegance (люкс) (SLX Elegance luxury);
H — універсал Ambiente (комфорт) (GLX Ambiente comfortable);
J — універсал Classic (стандарт) (LX Classic standard);
K — універсал 4х4 (4WD);
S — хетчбек 4х4 (4WD)
- 5-й символ: тип двигуна. Можливі такі варіанти:

4 — AMD — 1,4/44 кВт (бензин);
8 — ATD — 1,9/100 кВт (дизель);
E — APK/AQY — 2,0/85 кВт (бензин);
G — AGR/ALH — 1,9/66 кВт (бензин);
H — AMD — 1,4/44 кВт (бензин);
K — AKL/AEH — 1,6/74 кВт (бензин);
L — AGU/ARX/ARZ — 1,8/110 кВт (бензин);
N — AQM — 1,9 SDI/50 кВт (дизель);
P — AHF/ASV — 1,9 TDI/81 кВт (дизель);
- 6-й символ: обладнання подушками безпеки. Можливі такі варіанти:

0 — подушки відсутні;
1 — 1 спереду;
2 — 2 спереду та 2 бокових;
3 — 2 спереду та 4 бокових;
4 — 2 спереду;
5 — 2 спереду, 4 бокових та 2 для голови
6 — 2 спереду, 2 бокових та 2 для голови.
- 7-й та 8-й символи — тип транспортного засобу. Усі вищенаведені варіанти автомобілів Škoda Octavia відносяться до типу 1U.
- 9-й символ: контрольний знак заводу-виробника.

#### Розпізнавальна частина ідентифікаційного номера(VIS)
- 10-й символ: рік виробництва автомобіля. Можуть бути випадки, коли коди автомобілів першого та останнього перехідних місяців не збігаються з фактичним роком виробництва.
- 11-й символ: код складального заводу. Можливі такі варіанти:

0—4 — завод у м. Млада-Болеслав;
8 — завод у м. Врхлаби;
X — завод у м. Познань
- 12—17 символи: серійний заводський номер автомобіля.

### Інформація VIN-коду автомобілівFord Expedition

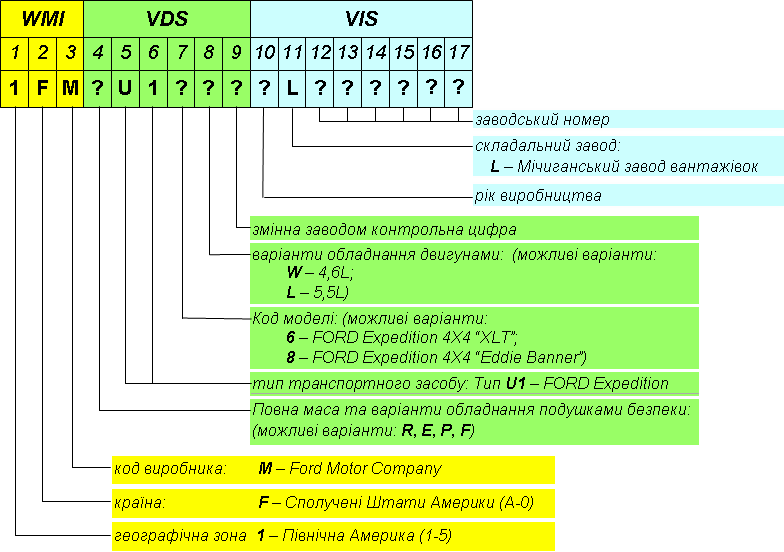
Інформація VIN-коду американського автомобіля Ford Expedition

У VIN-коді автомобіля Ford Expedition міститься така інформація:

#### Міжнародний код виробника(WMI)
- 1-й символ: географічна зона 1 — Північна Америка
- 2-й символ: країна F — США (для США виділені символи A-0, причому, символ «F» застосовують як для заводів Ford Motor Company, так і для заводів інших компаній);
- 3-й символ: код виробника M — Ford Motor Company.

#### Описова частина ідентифікаційного номера(VDS)
- 4-й символ: повна маса транспортного засобу та обладнання подушками безпеки. Можливі такі варіанти:

R — 6001—7000 фунтів, 2 передні подушки;
E — 6001—7000 фунтів, 2 передні і бокові подушки;
P — 7001—8000 фунтів, 2 передні подушки;
F — 7001—8000 фунтів, 2 передні подушки;
- 5—7-й символи: тип, привод, рівень укомплектованості. Можливі такі варіанти:

U16 — FORD Expedition 4х4, комплектація «XLT»;
U18 — FORD Expedition 4х4, комплектація «Eddie Banner»;
- 8-й символ: тип двигуна. Можливі такі варіанти:

W — SEFI V8 Triton 4,6L;
L — SEFI V8 Triton 5,5L
- 9-й символ: контрольна цифра заводу-виробника.

#### Розпізнавальна частина ідентифікаційного номера(VIS)
- 10-й символ: рік виробництва автомобіля;
- 11-й символ: код складального заводу: L — Мічиганський завод вантажівок (англ. Michigan Truck Plant)
- 12—17 символи: серійний заводський номер автомобіля.